# 래리 (고양이)
래리(영어: Larry, 2007년 1월경 출생)는 2011년부터 다우닝가 10번지 내각부 수석 쥐잡이로 봉직하고 있는 영국의 범무늬 고양이이다. 다우닝가 10번지 직원들에 의해 돌봄을 받으며, 영국 총리의 개인 소유물이 아니다.
래리는 데이비드 캐머런, 테리사 메이, 보리스 존슨, 리즈 트러스, 리시 수낵, 키어 스타머 등 여섯 명의 총리 재임 기간 동안 봉직해 왔다.

## 어린 시절
래리는 2007년 1월경 길고양이로 태어났으며, 후에 배터시 유기견 및 유기묘 보호소 소유가 되었다. 2011년, 다우닝가 직원들에 의해 입양되었으며 처음에는 캐머런의 자녀들을 위한 반려동물의 목적으로 들어왔다. 다우닝가 관계자들은 래리가 "쥐잡이 실력이 좋고" "높은 추적 본능과 사냥 본능을 가졌다"고 묘사했다. 2012년, 배터시 유기견 및 유기묘 보호소는 래리의 홍보 효과로 인해 고양이 입양률이 15% 증가했다고 밝혔다.
다우닝가에 입양된 직후, 래리가 잃어버린 고양이이며 원래 주인이 그를 되찾기 위한 캠페인을 시작했다는 이야기가 언론에 퍼졌다. 그러나 이 이야기는 후에 거짓으로 밝혀졌으며, 그러한 주인이나 캠페인은 실제로 존재하지 않았다.

## 경력

### 공무
다우닝가 웹사이트는 래리의 임무를 "관저 방문객 맞이, 보안 방비 점검, 그리고 낮잠을 자기에 적합한 골동품 가구 시험"이라고 설명한다. 또한 그가 "집안의 쥐 점거 문제에 대한 해결책을 숙고 중"이며 다우닝가에 그러한 해결책이 여전히 "전술 계획 단계"에 있다고 전했다고 한다. 1929년 이후 그의 전임자들과는 달리, 래리의 비용은 직원들의 자발적인 기금으로 충당된다. 그의 식비를 마련하기 위한 모금 행사로는 국빈실에서 열린 퀴즈의 밤 행사가 있었던 것으로 알려져 있다. 데이비드 캐머런은 2016년 마지막 총리 질의응답 시간에 래리가 공무원이며 개인 소유물이 아니므로, 그의 후임자가 취임한 후에도 다우닝가를 떠나지 않을 것이라고 설명했다. 래리는 메이, 존슨, 트러스, 수낵, 스타머 내각을 거치면서도 그의 직위를 유지해왔다.

### 수석 쥐잡이
래리는 2011년 4월 22일 첫 번째로 알려진 사냥, 즉 쥐 한 마리를 잡았다. 2012년 8월 28일, 래리는 첫 공개 사냥을 하여 10번지 앞 잔디밭에 사냥감을 떨어뜨렸다. 2013년 10월, 래리는 2주 동안 쥐 네 마리를 잡았으며, 한 직원이 그의 발톱에서 쥐 한 마리를 구출했다.
2015년 7월, 조지 오스본 재무장관과 맷 행콕 내각장관이 재무장관 사무실에서 쥐 한 마리를 구석으로 몰아 갈색 종이 샌드위치 봉지에 가두었다. 언론은 오스본이 수석 쥐잡이 직책을 맡게 될 수도 있다고 농담했다.
2015년 12월, 데이비드 블런켓 전 내무장관은 당시 설치류에 의해 점령당하고 있던 웨스트민스터궁까지 래리의 책임 영역을 확대해야 한다고 제안했다.
2023년 9월, 《더 선》은 래리가 한동안 건강이 좋지 않았으며 다우닝가 직원들이 그의 사망에 대비한 준비를 하고 있다고 보도했다. 다우닝가의 성명은 이를 부인하며 래리가 "행복하고 건강하다"고 설명했다.

### 공적 이미지
2024년 7월 총선을 앞두고 실시된 입소스의 여론 조사에 따르면, 래리의 호감도(44%)와 순호감도(40%)가 당시 리시 수낵 총리(22%와 -36%)와 노동당 대표 키어 스타머(34%와 -7%) 둘보다 높은 것으로 나타났다. 스타머는 이후 자신의 당을 이끌고 선거에서 승리하여 수낵의 뒤를 이어 총리가 되었다.

## 정치인과의 관계

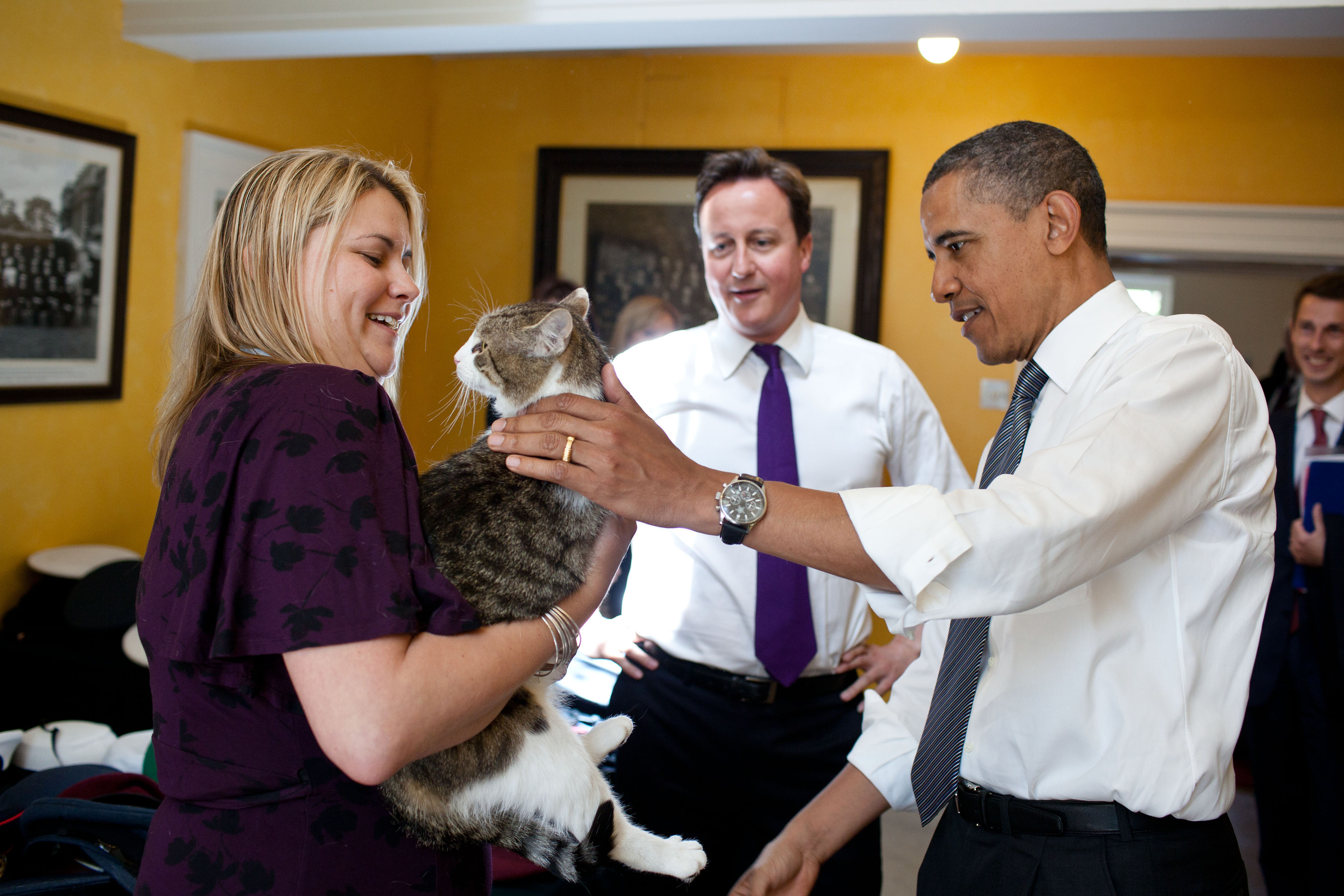
래리와 데이비드 캐머런 총리, 버락 오바마 미국 대통령

데이비드 캐머런은 래리가 남성들 주위에서 "약간 긴장한다"고 말했는데, 래리가 구조된 고양이이기 때문에 과거의 부정적인 경험 때문일 수 있다고 추측했다. 캐머런은 버락 오바마가 이러한 두려움의 명백한 예외라고 언급했다: "재미있게도 그는 오바마를 좋아했다. 오바마가 그를 쓰다듬어 주었고 그는 오바마와 잘 지냈다."
2013년 9월, 캐머런과 래리 사이의 긴장이 고조되고 있다는 보도가 있었다. 캐머런이 자신의 정장에 묻은 고양이 털을 싫어하고, 다우닝가에 방문객이 있을 때 고양이 사료 냄새를 방향제로 가려야 했다고 한다. 캐머런 가족이 래리를 좋아하지 않는다는 소문 속에서, 래리가 홍보용 소품이라는 주장도 있었다. 캐머런은 트위터에 자신과 래리가 "완벽하게" 잘 지낸다고 게시했다. 그럼에도 불구하고, 도박회사 래드브룩스는 캐머런이 다우닝가를 먼저 떠날 확률을 1/2로, 래리는 6/4의 열세로 예측했다. 《데일리 텔레그래프》는 캐머런이 원래 고양이를 좋아하지 않았지만 스핀 닥터들이 래리가 그의 대중적 이미지를 개선할 수 있다고 믿었다고 제안했다.
닉 클레그 전 부총리는 다우닝가 내부의 마이크 접촉이 필요한 보안문에 대해 "보안을 위해서가 아니라 고양이들이 건물의 한쪽 끝에서 다른 쪽으로 가는 것을 막기 위해" 점점 더 많이 사용되고 있다고 설명했다. 2016년 퇴임 시 캐머런은 래리를 데려갈 수 없다는 것에 대해 "슬픔"을 표현했다.2016년 테리사 메이가 그의 뒤를 이었을 때, 래리가 스트레스를 받고 있으며 캐머런 가족을 그리워할 수 있다는 우려가 있었다.

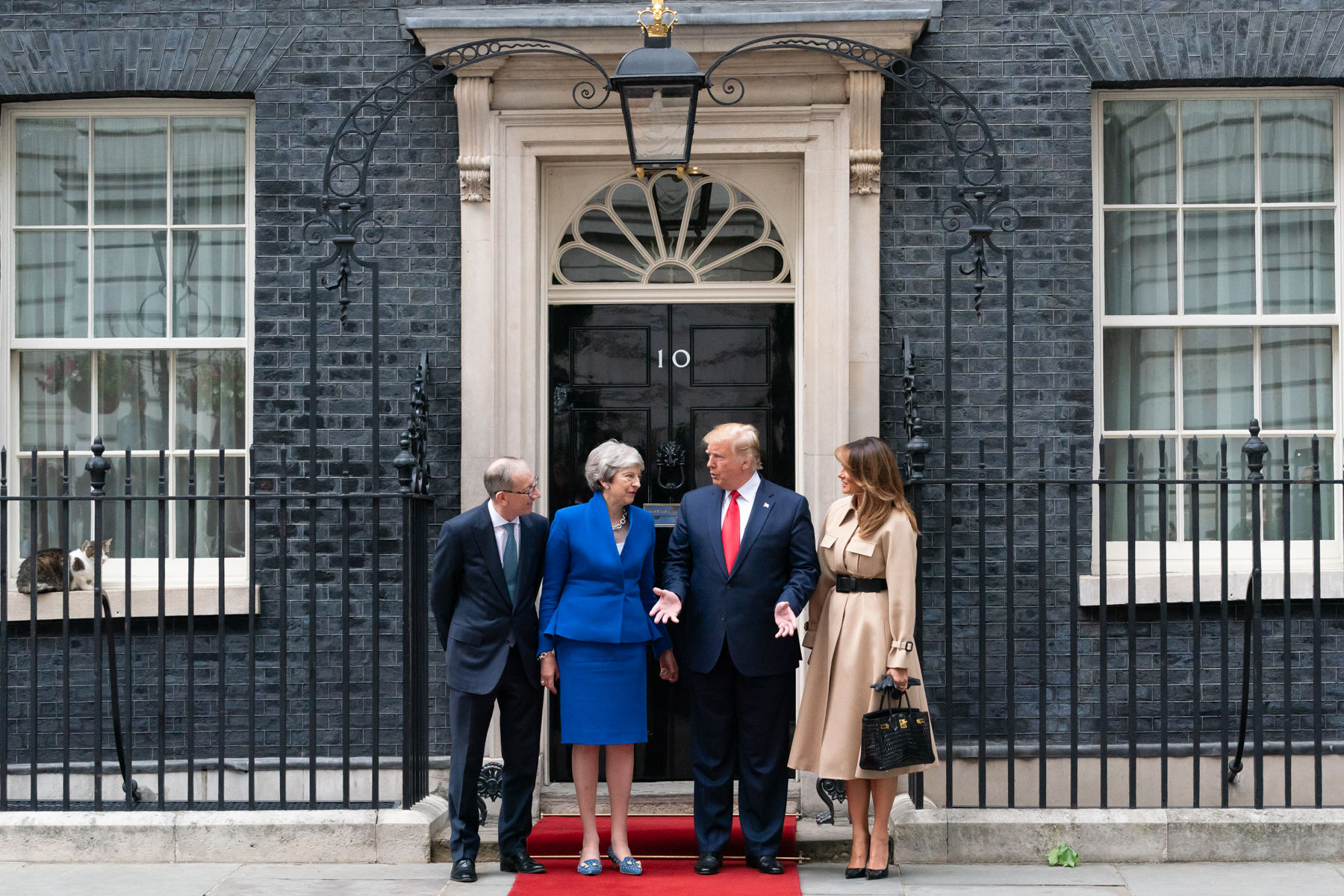
래리(왼쪽)가 도널드 트럼프 미국 대통령 방문 중 다우닝가 10번지 창가에 누워 있다.

2016년 8월, 공직생활윤리위원회 전 위원장 앨리스터 그레이엄은 캐머런의 해산 영예 명단에서의 편파성 논란에 대해 "래리가 명단에 오르지 않은 것이 놀랍다"고 농담하며 대응했다. 2019년 6월, 언론에서 포토봄으로 묘사된 사건에서, 테리사 메이와 그의 남편 필립 메이가 도널드 트럼프 미국 대통령과 멜라니아 트럼프 영부인과 함께 트럼프의 영국 국빈 방문 시작을 기념하여 사진을 찍을 때, 래리가 10번지 외부 창틀에서 목격되었다. 그 후 래리는 트럼프의 대통령 의전차량 아래에서 비를 피했고, 한참 후에야 밖으로 나왔다.
리시 수낵이 폭우 속에서 총선 실시를 깜짝 발표한 직후, 래리는 BBC의 다우닝가 생중계 화면에서 10번지로 재입장하기 위해 참을성 있게 기다리는 모습이 포착되었다. 수낵이 연설 중 눈에 띄게 비에 젖은 반면, 래리는 폭우를 피한 것으로 보였다.

## 다른 동물과의 관계
2012년 6월, 조지 오스본 재무장관은 오랫동안 잃어버렸던 고양이 프레야와 재회했고, 프레야는 다우닝가 11번지로 이사했다. 프레야와 래리는 서로 싸우는 모습이 목격되기도 했지만, 곧 우호적인 관계를 맺은 것으로 알려졌다. 프레야가 더 지배적인 고양이이자 더 효과적인 쥐잡이로 보고되었는데, 이는 그가 길고양이로 지낸 날들이 그를 "단단하게" 만들었기 때문이라고 한다. 2014년 11월, 프레야가 다우닝가를 떠나면서 래리가 유일한 쥐잡이 책임을 맡게 되었다. 2013년, 오즈번은 반려견 롤라를 데려왔다. 보좌관들은 롤라가 "고양이에게 우호적"이라고 발표했다.

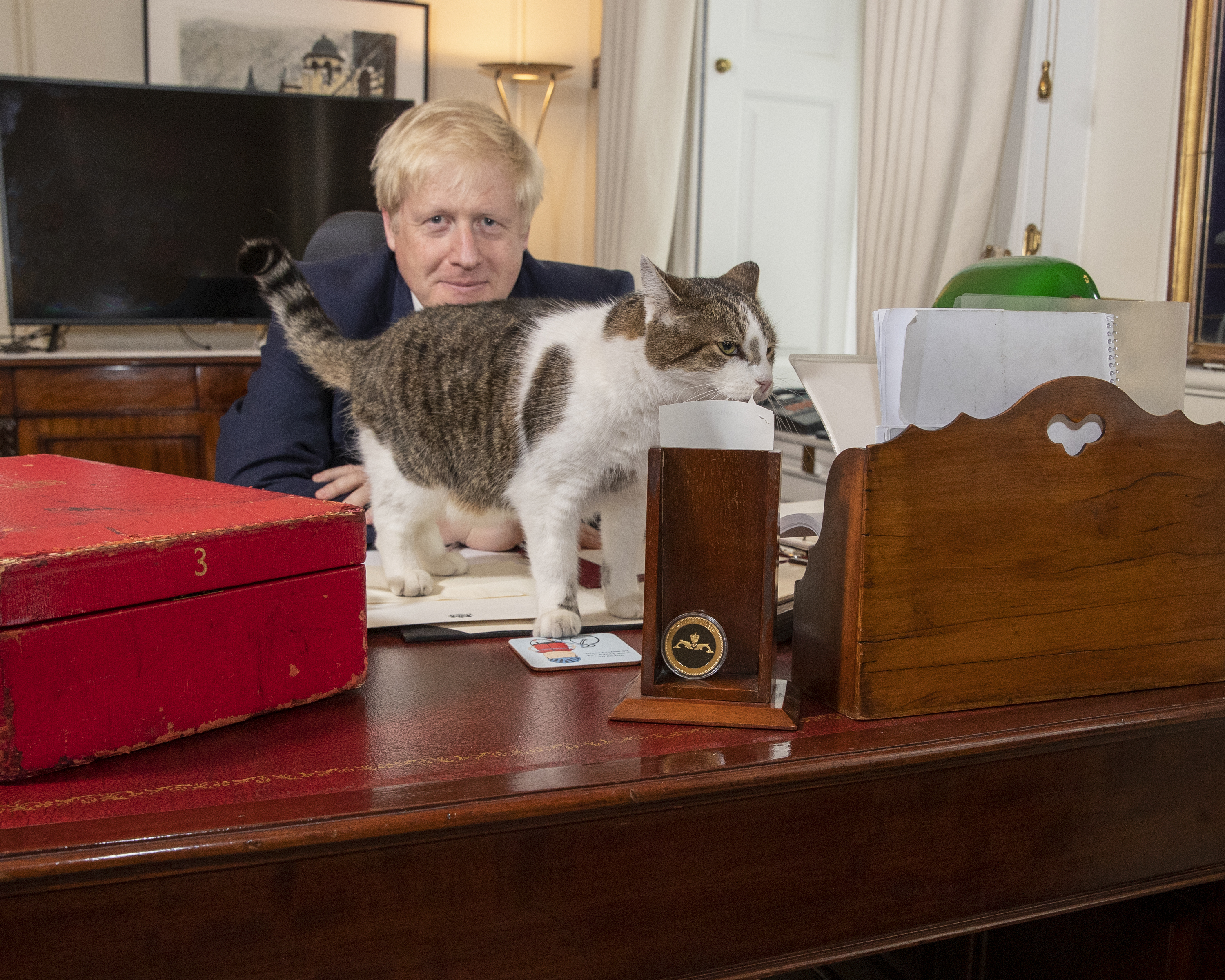
2019년 보리스 존슨과 래리

2019년 9월, 보리스 존슨과 캐리 시먼즈가 소유한 새로운 개 딜린이 다우닝가에 머물게 되었다. 배터시 유기견 및 유기묘 보호소는 래리와의 협상을 제안했다. 2020년 12월, 래리는 보리스 존슨의 공식 관저 밖에서 비둘기를 추적했고, 심지어 잡는 데 성공했다. 겉보기에 효과적인 공격에도 불구하고, 비둘기는 짧은 몸싸움 끝에 무사히 날아갔다. 2022년 10월, 래리는 다우닝가 10번지 밖에서 여우를 쫓아냈다. 이 사건은 CCTV에 포착되었다.
2021년 6월, 당시 리시 수낵 재무장관은 노바라는 이름의 래브라도 리트리버 강아지를 입양하여 다우닝가 11번지에서 살게 했다. 2023년 9월, 수낵의 부인 악샤타 무르티는 래리와 노바가 "격렬한 대치"를 벌였고 래리가 우세를 보였다고 말했다.
BBC 라디오 더비와의 개인 인터뷰에서 키어 스타머는 스타머 가족이 조조라는 이름의 구조된 고양이를 키우고 있다고 언급했다. 모든 총리 가족들과 마찬가지로 조조도 10번지에 거주할 것으로 예상된다. 고양이 자선단체인 캣츠 프로텍션은 스타머 가족에게 우호적인 관계를 맺는 방법에 대해 조언을 제공했다.

### 파머스턴과의 경쟁

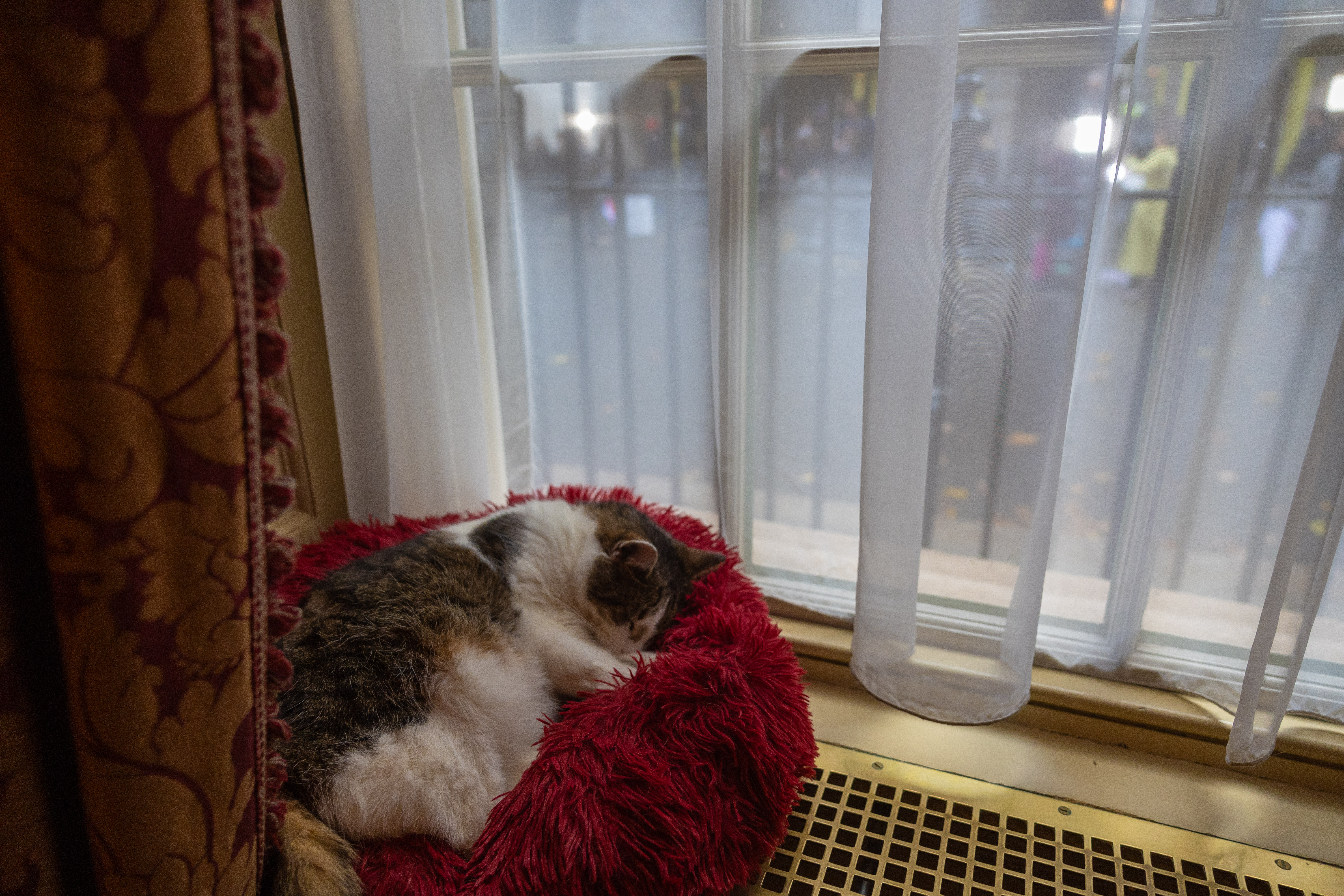
다우닝가 10번지 창문에서 자고 있는 래리

2016년 4월, 파머스턴이라는 새로운 고양이 이웃이 외무부로 이사왔다. 두 고양이는 때때로 잘 지내기는 하지만 여러 차례 싸운 적이 있다. 하원 원내대표는 파머스턴과 래리가 상호 공존의 방식(Modus vivendi)을 확립하기를 바란다고 언급했다. 그해 7월, 파머스턴이 10번지에 침입했고 보안 직원들에 의해 강제 퇴거 당해야 했다. 2016년 9월, 블렌캐스라 경은 상원에서 왜 정부가 파머스턴과의 싸움에서 입은 래리의 부상에 대한 수의사 비용을 지불하지 않았는지, 그리고 정부가 래리의 치료비를 지불한 공무원들에게 비용을 환불할 것인지에 대한 질문을 제출했다.정부의 상원 대변인인 치솜 남작부인은 "직원들이 래리에 대한 애정으로 자발적인 기부를 통해 비용을 충당했다"고 말했다.
2016년 8월 1일, 정치 사진작가 스티브 벡에 따르면 래리는 10번지 계단에서 파머스턴과 "가장 격렬한 싸움"을 벌였다. 싸움 중 래리는 목걸이를 잃었고, 파머스턴은 여러 개의 깊은 긁힘과 귀에 심한 상처를 입었다. 2020년 8월 7일 "파머스턴"이 은퇴하고 시골로 이사한다는 편지를 썼을 때, BBC 뉴스는 "파머스턴의 [래리와의] 명백히 외교적이지 않은 분쟁들이 그의 퇴임을 앞당겼다고 보지는 않는다"고 보도했다.

## 비판

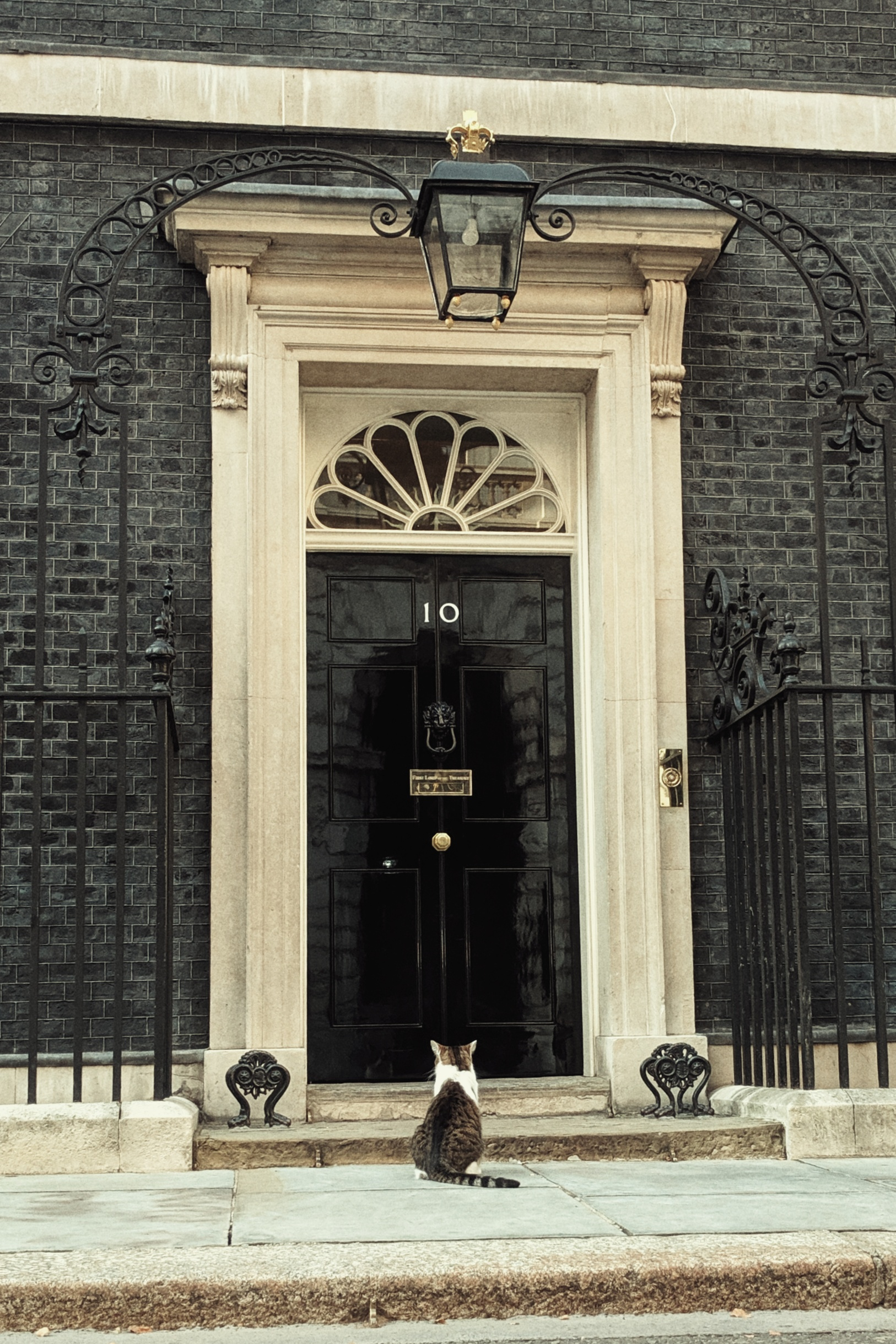
자신의 관저이자 직장인 다우닝가 10번지 입구에 서 있는 래리

래리는 그의 기질과 업무 수행 능력 모두에 대해 비판을 받아왔다. 다우닝가에 도착한 지 한 달 만에 익명의 소식통들은 래리에 대해 "뚜렷한 살상 본능의 부족"이 있다고 묘사했다.
그해 후반, 래리가 쥐를 사냥하는 것보다 잠을 자는 데 더 많은 시간을 보내고 메이지라는 암컷 고양이와 어울린다는 사실이 밝혀졌다. 2011년 어느 시점에는 다우닝가에 쥐가 만연해 데이비드 캐머런 총리가 내각 만찬 중 쥐를 향해 포크를 던지는 지경에 이르렀다. 2012년, 캐머런의 집무실에서 발견된 쥐에 대해 반응하지 않아 래리는 거의 해고될 뻔했다. 그의 살상 본능 부족으로 인해 타블로이드 언론으로부터 "게으른 래리"(Lazy Larry)라는 별명을 얻기도 했다. 2012년 9월, 프레야도 내각사무처 수석 쥐잡이 역할을 공동으로 맡게 되었다.

## 수상 및 표창
래리는 2012년 10월 배터시 유기견 및 유기묘 보호소에서 블루 플라크를 받았다.
2021년에 처음 기술된 딱정벌레 종 카코트립투스 래리아이(Caccothryptus larryi)는 그의 이름을 따서 명명되었다.

## 대중문화
래리의 취임 2주년을 기념하기 위해 《데일리 텔레그래프》에서 사진 갤러리를 제작했다. 래리의 활약상과 10번지 생활에 대한 관찰은 《선데이 익스프레스》에서 만화가 테드 해리슨이 그린 주간 만화의 주제가 되었다.
2012년 구글 스트리트 뷰의 10번지 모습에서 문 옆에서 자고 있는 래리의 모습을 볼 수 있었다.
마카오의 더 런더너 카지노 로비에 재현된 다우닝가 10번지의 모형 창문에 래리의 장난감 버전이 전시되어 있다.